# Однорідність часу
| Симетрія у фізиці            | Симетрія у фізиці                 | Симетрія у фізиці            |
| Перетворення                 | Відповідна інваріантність         | Відповідний закон збереження |
| ---------------------------- | --------------------------------- | ---------------------------- |
| ⭥Трансляції часу             | Однорідність часу                 | …енергії                     |
| ⊠ C, P, CP і T-симетрії      | Ізотропність часу                 | …парності                    |
| ⭤ Трансляції простору        | Однорідність простору             | …імпульсу                    |
| ↺ Обертання простору         | Ізотропність простору             | …моменту імпульсу            |
| ⇆ Група Лоренца (бусти)      | Відносність Лоренц-коваріантність | …руху центра мас             |
| ~ Калібрувальне перетворення | Калібрувальна інваріантність      | …заряду                      |

Однорідність часу — означає, що всі моменти часу рівноправні, тобто що якщо у два будь-які моменти часу всі тіла замкнутої системи поставити в абсолютно однакові умови, то починаючи з цих моментів всі явища в ній будуть проходити абсолютно однаково. Однорідність — одна з ключових властивостей часу в класичній механіці. Є фундаментальним узагальненням дослідних фактів.
Час має властивість однорідності лише в інерційних системах відліку. У неінерційних системах відліку час неоднорідний.
Усі відомі закони природи, зокрема живої матерії, підтверджують рівномірність ходу часу. Наприклад, довжина хвиль світла, випущеного атомами далеких зірок мільярд років тому, з колосальною точністю збігається з довжиною хвилі світла, що випромінюється атомами в наш час.
Час називається однорідним, якщо зміна моменту початку будь-якого фізичного експерименту за однакових початкових умов не впливає на його результат, тобто фізичне явище, здійснене в який-небудь момент часу можна точно відтворити в будь-який наступний момент часу. Час сам по собі в разі його однорідності не впливає на перебіг фізичних явищ, будь-який момент часу можна вибрати за початковий і від нього вести відлік часу. Однорідність часу означає незалежність законів руху системи від вибору початку відліку часу, в плині часу немає чим-небудь примітних, виділених моментів і байдуже, від якого моменту часу йде відлік.
З властивості однорідності часу випливає фундаментальний фізичний закон збереження енергії, з властивостей однорідності простору і часу — закон інерції.
Те, що з нерівномірності ходу часу випливає незбереження енергії, можна зрозуміти з такого простого прикладу. Припустимо, що нерівномірність ходу часу проявляється в періодичних змінах гравітаційної сталої. Тоді закон збереження енергії порушувався б у такому періодичному процесі: підйом вантажів вгору за малих значень гравітаційної сталої і їх опускання за великих значень.
Слід розрізняти однорідність та ізотропність часу.
Відповідно до загальної теорії відносності, швидкість перебігу часу залежить від розподілу і руху матерії в просторі. У тих ділянках простору, де матерія має більшу енергію, час тече повільніше. У ділянках простору з малими значеннями енергії час можна вважати однорідним.